# Myotis macrodactylus
Myotis macrodactylus är en fladdermusart som först beskrevs av Coenraad Jacob Temminck 1840.  Myotis macrodactylus ingår i släktet Myotis och familjen läderlappar. IUCN kategoriserar arten globalt som livskraftig. Inga underarter finns listade i Catalogue of Life. Wilson & Reeder (2005) skiljer mellan tre underarter.
Denna fladdermus förekommer i nordöstra Kina, på Koreahalvön, i östra Ryssland och i Japan. Den lever i olika habitat men den jagar vanligen över vattenytor som floder och havet. Individerna vilar i grottor eller i gömställen som skapades av människor. Där bildas kolonier med upp till 100 eller några fler medlemmar, ibland tillsammans med andra fladdermöss. Födan utgörs av ryggradslösa djur.